# Euphorbia margalidiana
Euphorbia margalidiana es una especie fanerógama perteneciente a la familia de las euforbiáceas. Es endémica de las Islas Baleares.

## Hábitat
Su natural hábitat son de tipo mediterráneo y entre la vegetación arbustiva rocosa en fisuras de rocas en lugares secos. 
Endemismo del islote de Ses Margalides, en la costa norte de Ibiza. Pertenece al grupo de Euphorbia squamigera, algunos autores la consideran una subespecie de ésta.

## Descripción
Es una Lechetrezna arbustiva (hasta 100 cm de altura). Los tallos son un poco gruesos y tienen hojas lanceoladas de margen entero. Flores con nectarios elípticos y enteros sin apéndices. Cápsula esferoidal con verrugas dorsales cilíndricas. Semillas lisas.

## Taxonomía
Euphorbia margalidiana fue descrita por Kühbier & Lewej. y publicado en Veroff. Uberseemus. Bremen, Reihe A. Naturwiss. 5: 25. 1978.
Sinonimia
- Euphorbia squamigera subsp. margalidiana (Kuhbier & Lewej.) O.Bolòs & Vigo[3][4]

Etimología
Euphorbia: nombre genérico que deriva del médico griego del rey Juba II de Mauritania (52 a 50 a. C. - 23), Euphorbus, en su honor – o en alusión a su gran vientre –  ya que usaba médicamente Euphorbia resinifera. En 1753 Carlos Linneo asignó el nombre a todo el género.
margalidiana: epíteto geográfico que alude a su localización en  el islote de Ses Margalides, en la costa norte de Ibiza.